# Fase

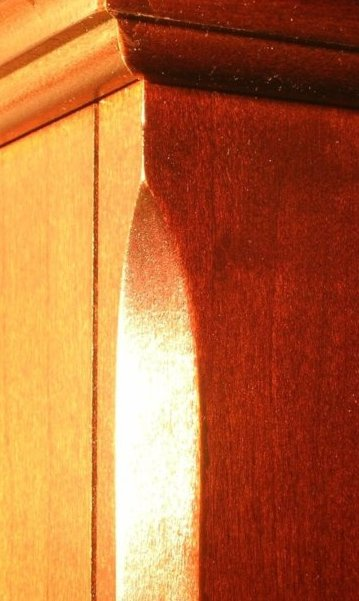
Fase im Möbelbau (Schranktür)

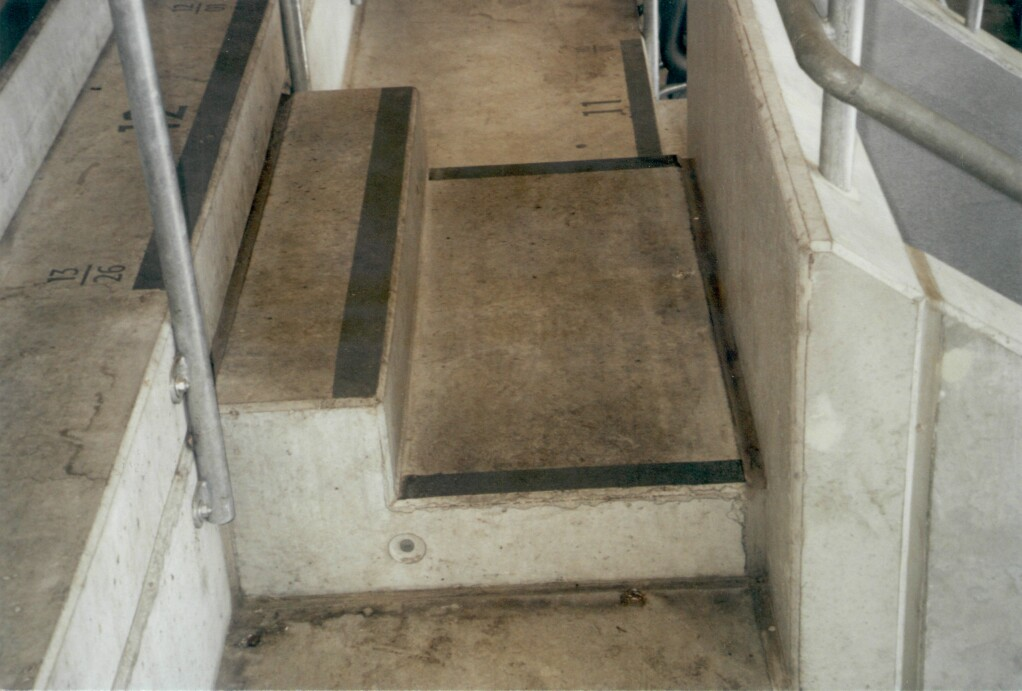
Angefaste Betonelemente

Die Fase ist bei einem Werkstück eine durch Abfasen (auch Anfasen, Abkanten, Bekanten) entstandene schmale Fläche anstelle der Kante. Der handwerkliche Zweck ist das Wegnehmen („Brechen“) der scharfen Kanten beispielsweise von Brettern zur Wand- und Deckenverkleidung. Fasen können auch ein Mittel der Gestaltung sein. 

## Herstellung
Das Anfasen erfolgt durch Fräsen oder Hobeln. Von Hand können Fasen auch durch Feilen erzeugt werden. An Bohrungen und Innengewinden wird eine Fase mittels eines Kegelsenkers hergestellt und wird Kegelsenkung genannt.
Je nach Werkstoff sind Messer, Hobel, Schleifwerkzeuge oder Oberfräsen zum Anfasen geeignet. Bei Betonteilen werden Fasen beim Gießvorgang durch vorheriges Einlegen von Dreiecksleisten in die Schalung hergestellt.

## Formgebung
In der Regel hat die Fase an Werkstücken einen Winkel von 45° zur Ebene. Bei Bohrungen oder Innengewinden sind auch Winkel von 60° üblich. Fasen sind in der Regel durchgängige Formgebungen an einer durchgängigen Werkstückkante. Wenn nur Abschnitte einer Kante bearbeitet werden, spricht man von einer abgesetzten Fase.

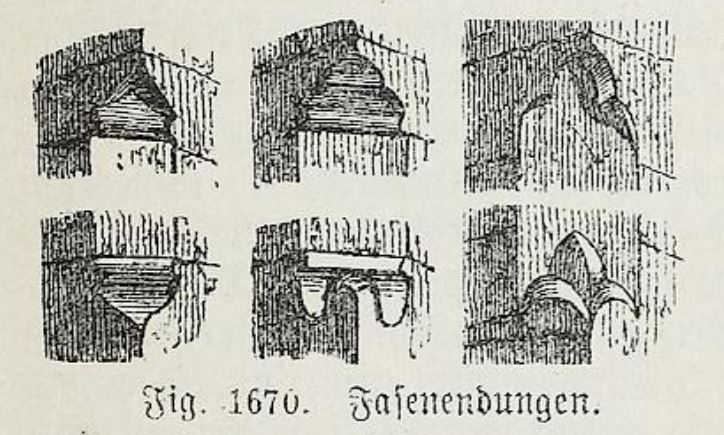
Mittelalterliche Fasenendungen (Oskar Mothes)

Fasen können auch als gestalterisches Mittel eingesetzt werden, beispielsweise im Möbelbau und beim Technischen Fachwerk. Bei mittelalterlichen Bauteilen (Hölzern, Steinen) sind die Fasenendungen besonders verziert gewesen.

## Verwendung
Fasen werden an Bauteilen häufig zur Entfernung von Graten, der Verringerung der Verletzungsgefahr und der Vereinfachung der weiteren Montage angebracht.
Zur Vorbereitung von Schweißnähten werden Bleche an den Stößen oft angefast. Bei Gipskartonplatten hobelt oder schneidet man die Kanten an den Stößen ab, damit sie leichter verspachtelt werden können.
Bei Innengewinden wird die Bohrung bzw. bei Außengewinden der Bolzen mit einer 45°-Fase versehen, die etwas größer als die Gewindetiefe sein sollte. Dadurch wird das Herausdrücken der ersten Gewindegänge vermieden, und die Schneidwerkzeuge lassen sich leichter ansetzen.
Des Weiteren werden Fasen an Bauteilen angebracht, in die ein zweites Bauteil eingeführt werden muss. Die Fase dient dabei als Einführhilfe.
Eine alternative Kantenbearbeitung ist das Abrunden.